# Votiščina
Votiščina ali votščina (vaďďa tšeeli, maatšeeli) je finski jezik, ki ga govorijo Votijci in pripada finski veji uralskih jezikov. Votiščina se govori samo v Krakoljah in Lužici, dveh vaseh v Kingiseppskem okrožju v Leningrajski oblasti v Rusiji. Po ruskem popisu prebivalstva v letih 2020-2021 je votiščino govorilo 21 ljudi, kar je več kot leta 2010, ko so jezik govorili 4 ljudje. Po ocenah Arva Surve naj bi jezik razumelo do 100 ljudi.

## Zgodovina
Votski jezik je ena izmed mnogih jezikovnih različic finskih jezikov Ingrije. Nekaj podobnosti si deli s sosednjo ižorščino, veliko sorodnosti pa ima tudi z estonščino, ki je njegova najbližja sorodnica. Nekateri jezikoslovci, med njimi Tiit-Rein Viitso in Paul Alvre, trdijo, da se je votiščina razvila iz severovzhodnih narečij stare estonščine. Po trditvah jezikoslovcev Paula Alvreja in Tiita-Reina Vittsoja se je votiščina razvila iz starih narečij estonščine,[7] vendar ima več lastnosti, ki nakazujejo na ločitev od estonščine (tako novih, kot sta palatalizacija mehkonebnikov, bolj razvito sklanjanje, kot tudi starejše - npr. samoglasniško harmonijo). Po mnenju estonskega jezikoslovca Paula Aristeja se je votiščina samostojno razvijala že od njene neodvisnosti v 6. stoletju.
Izoglose, ki ločujejo votiščino od drugih finskih jezikov, vključujejo:
- izguba začetnega *h
- palatalizacija *k v /tʃ/ pred začetnimi samoglasniki. Te značilnosti ni mogoče najti v krevinski in kuroviški votiščini.
- oslabitev skupkov *ps in *ks v /hs/
- oslabitev skupka *st do dvojnega /sː/

Skupne značilnosti z estonščino in drugimi južnofinskimi jeziki so:
- izguba končnega *n
- krajšanje samoglasnikov pred *h
- uvedba /ɤ/ za *e in končnim *a samoglasnikom
- prevoj *o v /ɤ/ v nekaterih besedah
- izguba /h/ po zvočniku (skupki *lh, *nh in *rh)

V 19. stoletju je uporaba votiščine upadala zaradi rasti uporabe ruščine (do začetka prve svetovne vojne jo je govorilo približno 1000 ljudi). Po boljševiški revoluciji pod vodstvom Lenina je votiščina za kratek čas ponovno zaživela, saj so jo začeli poučevati v lokalnih šolah, objavljena pa je bila tudi prva slovnica votiškega jezika (v jogoperskem narečju). Po prihodu Josipa Stalina na oblast je raba jezika pričela padati. Za votiščino je bila uničujoča druga svetovna vojna, saj se je zaradi vojaških ofenziv, namernega nacističnega uničevanja vasi, prisilnih migracij v koncentracijsko taborišče Klooga v Estoniji in na Finsko pod nacistično vlado ter stalinistične politike razpršitve družin, katerih člani so bili pod nacistično vlado poslani na Finsko, število govorcev precej zmanjšalo. Voti so pričeli skrivati svojo identiteto ter se identificirali kot Rusi, votiščina pa se je dalje uporabljala v domačih krogih. Po Stalinovi smrti se je pregon Votov končal, prisilno izseljeni pa so se lahko vrnili. Število naravnih govorcev se je zmanjšalo, se je pa povečalo število govorcev votiščine kot drugega jezika. Zaradi stigmatizacije votiščine, da je ta jezik neizobraženih vasi, otrokom pa je bila celo domača raba odsvetovana, saj naj bi ta preprečevala pravilno učenje ruščine. Tako je v drugi polovici 20. stoletja nastala generacija Votov, katerih materinščina je bila ruščina, votiščino pa so razumeli, vendar je niso znali govoriti.

## Izobraževanje
V preteklosti je bilo več poskusov izobraževanja v votiščini. Med leti 1995 in 1998 so izobraževalni tečaji potekali v St. Peterburgu, udeležilo se ga je okrog 30 ljudi. Izobraževanja so potekala tudi med leti 2010 in 2015, teh se je udeležilo okrog 10 ljudi. Na dogodkih o votiščini se izdaja študijsko gradivo o votiščini. Leta 2015 sta Heinike Heinsoo in Nikita Djačkov izdala votično študijsko knjigo Vad'd'a sõnakopittõja. V neki votiški vasi je bilo organiziranih tudi nekaj učnih ur, ki jih je T. F. Prokopenko organiziral za majhne otroke.

## Narečja
Votiščina se deli na tri znana narečja: zahodno, vzhodno in krevinsko narečje v okolici Bauske v Litvi. Zahodna narečja se dalje delijo v osrednja narečja in nižjeluška narečja. Krevinsko narečje je nastalo zaradi tam živečih votiških vojnih ujetnikov Tevtonskega viteškega redu, ki so Vote tu naselili v 15. stoletju.
Edino preživeto narečje votiščine je nižjeluško narečje. Po oceni iz leta 1848 je od skupno 5298 govorcev votiščine 3453 govorcev (65 %) govorilo zahodno narečje, 1695 vzhodno narečje in 150 kuroviško narečje. Leta 1810 naj bi krevinsko narečje imelo 150 govorcev, zadnja omemba govorcev pa je iz leta 1846. Zadnji govorec vzhodnega narečja je umrl leta 1960 v vasi Icäpäivä.
Pogosta je tudi trditev o obstoju četrtega votiškega narečja, gre za kuroviško narečje, ki izkazuje značilnosti tako votiščine kot sosednje ižorščine, vendar nekateri jezikoslovci, kot so Arvo Laanest, trdijo, da gre za ižorsko narečje. Besedišče in glasoslovje temeljita na ižorščini, ima pa nekatere značilnosti ostalih narečij votiščine, prav tako ni vseh glasoslovnih značilnosti, ki si jih delita votščina in estonščina. Kuroviško narečje se od 70. let 20. stoletja smatra za izumrlo,  vendar so bili leta 2006 najdeni trije govorci.